# Полецкишский сельсовет
Полецкишский сельсовет — упразднённая административная единица на территории Вороновского района Гродненской области Республики Беларусь.

## История
3 ноября 2013 года Полецкишский сельсовет упразднён. Населённые пункты включены в состав Погородненского сельсовета.

## Состав
Полецкишский сельсовет включал 12 населённых пунктов:
- Войдаги — деревня.
- Гута — хутор.
- Довгялы — деревня.
- Дробишуны — деревня.
- Дутишки — деревня.
- Мухлядишки — деревня.
- Полецкишки — агрогородок.
- Поройсть — деревня.
- Товзгиняны — деревня.
- Чеглики — хутор.
- Юндилишки — хутор.
- Ясянцы — деревня.